# Hanif Kureishi
Hanif Kureishi (Londres, 5 de diciembre de 1954) es un novelista, autor teatral, guionista y director de cine británico, hijo de inglesa y pakistaní. Se crio en Bromley.

## Biografía
Comenzó a escribir a los 12 años, aunque lo que deseaba era convertirse en jugador profesional de críquet. Después de estudiar filosofía en la Universidad de Londres, decidió dedicarse a escribir obras de teatro mientras trabajaba como mecanógrafo en los estudios Riverside de Londres.
Su primer guion teatral, La madre patria, ganó el premio de la Thames Television en 1980, lo que propició su nombramiento como autor fijo del teatro Royal Court. Desde entonces no ha parado de escribir tanto novelas como guiones como obras de teatro. Trata temas como la inmigración, el racismo o la sexualidad en sus escritos. En sus novelas trata el problema de la identidad.
El 26 de diciembre de 2022 sufrió una caída en Roma. La caída provocó una rotura en la columna vertebral dejándolo inmovilizado. "No está claro que alguna vez pueda volver a caminar, o si podré sostener un bolígrafo" declaró a los medios el 6 de enero de 2023.

## Obra

### Novelas
- El buda de los suburbios (The Buddha of Suburbia, 1990), trad. de Mónica Martín Berdagué, publicada por Anagrama en 1992.
- El álbum negro (The Black Album, 1995), trad. de Benito Gómez Ibáñez, publicada por Anagrama en 1996.
- Intimidad (Intimacy, 1998), trad. de Mauricio Bach, publicada por Anagrama en 1999.
- El regalo de Gabriel (Gabriel's Gift, 2001), trad. de Mauricio Bach, publicada por Anagrama en 2002.
- El cuerpo (The Body, 2003), trad. de Roberto Frías, publicada por Anagrama en 2004.
- Algo que contarte (Something to Tell You, 2008), trad. de Fernando González Corugedo, publicada por Anagrama en 2009.
- La última palabra (The Last Word, 2014), trad. de Mauricio Bach, publicada por Anagrama en 2014.
- Nada de nada (The nothing, 2017), trad. de Mauricio Bach, publicada por Anagrama 2018.

### Historias cortas
- Amor en tiempos tristes (Love in a Blue Time, 1997), trad. de Mauricio Bach, publicada por Anagrama en 1998.
- Siempre es medianoche (Midnight All Day, 1999), trad. de Mauricio Bach, publicada por Anagrama en 2001.

### Guiones
- Mi hermosa lavandería (My Beautiful Laundrette and other writings, 1985), trad. de Alberto Coscarelli, publicada por Anagrama en 1991.
- Sammy y Rosie se lo montan (Sammy and Rosie Get Laid, 1987), trad. de Alberto Coscarelli, publicada por Anagrama en 1991.
- Londres me mata (London Kills Me, 1991), trad. de Alberto Coscarelli, publicada por Anagrama en 1992. Dirección y guion de Hanif Kureishi.
- El buda de los suburbios (The Buddha of Suburbia, novela de 1990 y guion de 1993). Miniserie de televisión
- My Son the Fanatic (1997)
- Mauvaise passe (1999)
- Sleep With Me (1999)
- Intimidad (Intimacy, , novela de 1998 y guion de 2001).
- The God of Small Tales (2003)
- The Mother (2003)
- Venus (2006)
- Weddings and Beheadings (2007)
- The Black Album (2009)
- Le week end (2013)

### No ficción
- Soñar y contar (Dreaming and Scheming: Reflections on Writing and Politics, 2002), trad. de Fernando González-Corujedo y Alberto Coscarelli, publicada por Anagrama en 2004.
- Mi oído en su corazón (My Ear at His Heart, 2004), trad. de Fernando González Corujedo, publicada por Anagrama en 2005.
- Word And The Bomb  (2005)

### Como editor
- The Faber Book of Pop (1995)

### Estudios críticos sobre Hanif Kureishi
- Hanif Kureishi (2001, de Bart Moore-Gilbert)
- Hanif Kureishi (2002, de Ruvani Ranasinha)

## Premios y distinciones
Premios Óscar
| Año  | Categoría            | Película              | Resultado |
| ---- | -------------------- | --------------------- | --------- |
| 1987 | Mejor guion original | Mi hermosa lavandería | Nominado  |